# Neunforn
Neunforn är en  kommun i distriktet Frauenfeld i kantonen Thurgau, Schweiz. Kommunen har 1 120 invånare (2023).
Kommunen består av orterna Niederneunforn, Wilen bei Neunforn och Oberneunforn.